# 松浦功 (フィギュアスケート選手)
松浦 功（まつうら いさお、1976年11月14日 - ）は、日本のプロ・フィギュアスケーター兼振付師。岡山県岡山市出身。

## 経歴
10歳でスケートを始める。第61回全日本ジュニア選手権5位。1995年西日本大会優勝。1996年全日本選手権10位。1996年国体2位。1997年国体4位。
1999年にカリフォルニアにスケート留学した後、1999年に行われたディズニー・オン・アイスの"75Years of Disney Magic"で日本人として初めて主役（ピノキオ）に抜擢される。現在はNBC"TodaysShow"に出演するなど、世界各国で公演活動中。
振付師としては、無良崇人のエキシビションの振付を担当した。